# Chadititan calvoi
Chadititan calvoi is een plantenetende sauropode dinosauriër, behorend tot de Titanosauriformes, die tijdens het late Krijt leefde in het gebied van het huidige Argentinië.
Op de ranch van de familie Marín nabij Paso Cordóba op de oostelijke oever van het zoutmeer van Moreno werd een vindplaats van fossielen aangetroffen. Hoewel relatief klein van omvang, bleek de locatie zeer rijk aan nieuwe soorten waaronder een nog onbekende titanosauriër.
In 2025 werd de typesoort Chadititan calvoi benoemd en beschreven door Federico Lisandro Agnolín, Matías Javier Motta, Jordi Garcia Marsà, Mauro A. Aranciaga-Rolando, Gerardo Álvarez-Herrera, Nicolás Roberto Chimento, Sebastian Rozadilla, Federico Brissón-Egli, Mauricio A. Cerroni, Karen M. Panzeri, Sergio Bogan, Silvio Casadio, Juliana Sterli, Sergio E. Miquel, Sergio Martínez, Leandro M. Pérez, Diego Pol en Fernando Emilio Novas. De geslachtsnaam is een combinatie van het Mapudungun chadi, "zout", een verwijzing naar het zoutmeer, en het Grieks titan, een gebruikelijk achtervoegsel in de namen van titanosauriërs. De soortaanduiding eert de in 2023 overleden paleontoloog Jorge Orlando Calvo.